# Joe Alves

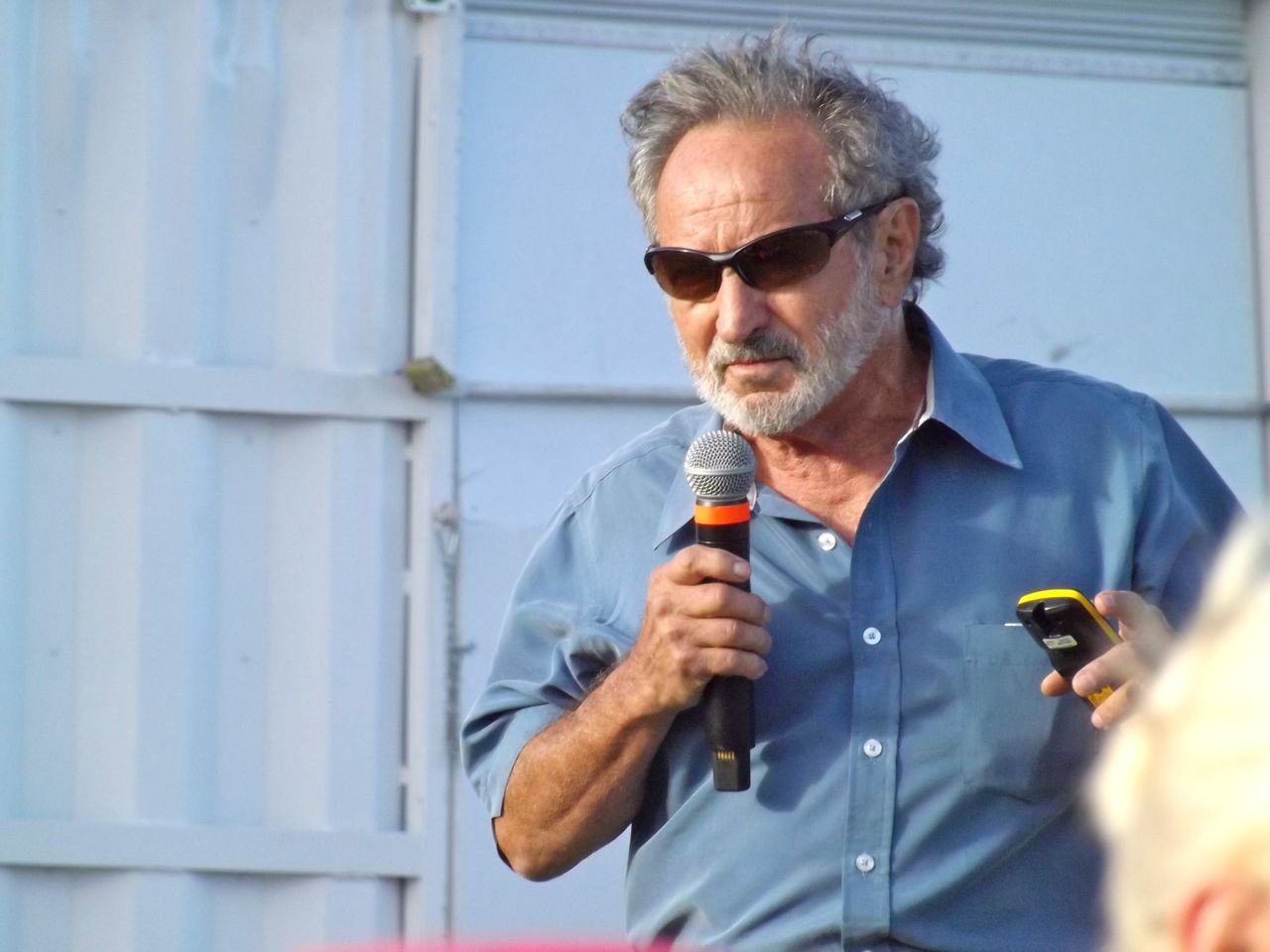
Joe Alves, 2013

Joseph „Joe“ Manuel Alves (* 21. Mai 1936 in San Leandro, Kalifornien, Vereinigte Staaten) ist ein US-amerikanischer Filmarchitekt.

## Leben
Der Sohn portugiesischer Einwanderer hatte sich Mitte der 50er Jahre am kalifornischen Chinaurd Institute in Filmarchitektur ausbilden lassen und anschließend seine Karriere als Trickassistent bei den Walt Disney Studios gestartet. 1957 veröffentlichte er unter dem Interpretennamen „Portuguese Joe“ zwei Singles auf dem kleinen Label Surf Records, die kommerziell aber erfolglos blieben. Nach Jahren als Szenenbildner bei Bühne und Fernsehen gelang Alves der Einstieg ins Kinofilmgeschäft.
Er assistierte 1965 Hein Heckroth bei Alfred Hitchcocks DDR-Thriller Der zerrissene Vorhang und durfte bald darauf selbständig Dekors entwerfen. Alves’ Karriere erhielt einen kräftigen Schub mit Beginn einer kurzzeitigen aber sehr erfolgreichen Zusammenarbeit mit Hollywoods damaligem „Wunderkind“ Steven Spielberg. Vor allem seine Entwürfe zu dessen Science-Fiction-Klassiker Unheimliche Begegnung der dritten Art verdienen Beachtung. Für diese Leistung erhielt er eine Oscarnominierung sowie den britischen Filmpreis BAFTA in der Kategorie Bestes Szenenbild. Seitdem suchte sich Alves seine Aufträge mit viel Bedacht aus. Besonders beachtlich ist seine Kreation einer düsteren, verrottenden Zukunftswelt in John Carpenters Thriller Die Klapperschlange.
Alves, der auch die Dekorationen zu den ersten beiden Der-weiße-Hai-Schockern – inklusive der Hai-Attrappe – entworfen hatte, inszenierte den dritten Teil dieser Filmreihe. Bei Carpenters Science-Fiction-Film Starman wirkte er 1984 als visueller Berater sowie als Regisseur des Second-Unit-Teams.

## Filmografie (Auswahl)
- 1968: Indianapolis – Wagnis auf Leben und Tod (Winning)
- 1969: Pufnstuf
- 1969: Company of Killers (Fernsehfilm)
- 1970: The Psychiatrist (Fernsehserie)
- 1970: The Young Country (Fernsehfilm)
- 1971: The Impatient Heart (Fernsehfilm)
- 1971: Der Chef (zwei Folgen der Fernsehserie)
- 1972: Hec Ramsey (Fernsehserie)
- 1973: Double Indemnity (Fernsehserie)
- 1973: Sugarland Express
- 1974: Der weiße Hai (Jaws)
- 1976: Embryo
- 1977: Unheimliche Begegnung der dritten Art (Close Encounters of the Third Kind)
- 1977: Der weiße Hai 2 (Jaws 2, auch Produktionsleitung)
- 1980: Die Klapperschlange (John Carpenter’s Escape from New York)
- 1982: Der weiße Hai 3-D (Jaws 3-D, nur Regie)
- 1988: Ein Leben voller Leidenschaft (Everybody’s All-American)
- 1991: Freejack – Geisel der Zukunft (Freejack, auch Produktionsleitung)
- 1993: Geronimo – Eine Legende (Geronimo: An American Legend)
- 1994: Drop Zone
- 1995: Die Verschwörung im Schatten (Shadow Conspiracy)
- 1996: Fire Down Below
- 1999: Sinbad Beyond the Veil of Mists (Trickfilm)